# Isca Augusta

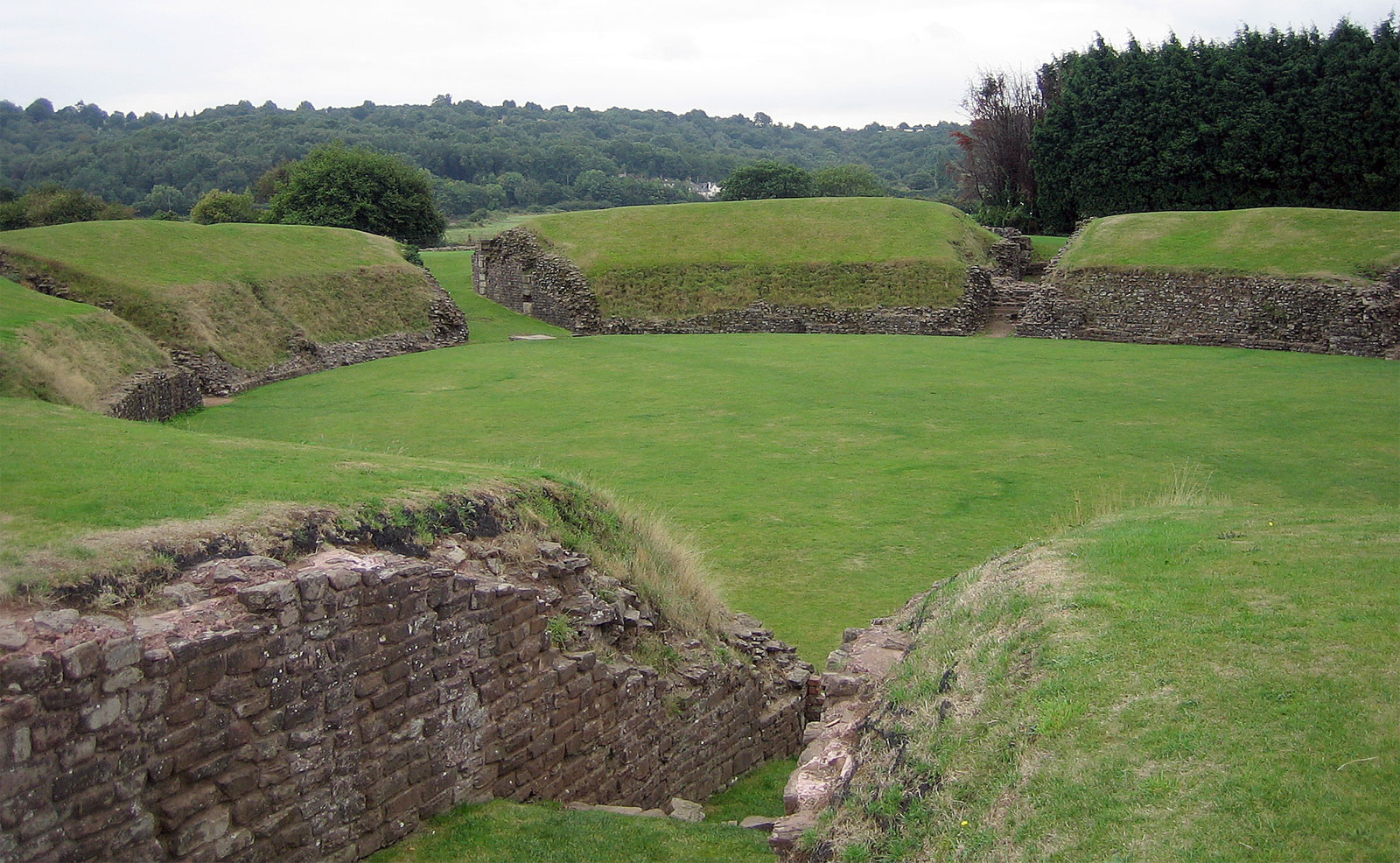
Restos del anfiteatro de Isca.

Isca Augusta (o Isca Silurum) era una fortaleza romana en el actual Gales meridional; la ciudad se encontraba en el emplazamiento actualmente ocupado por Caerleon, no lejos de Newport.

## Nombre

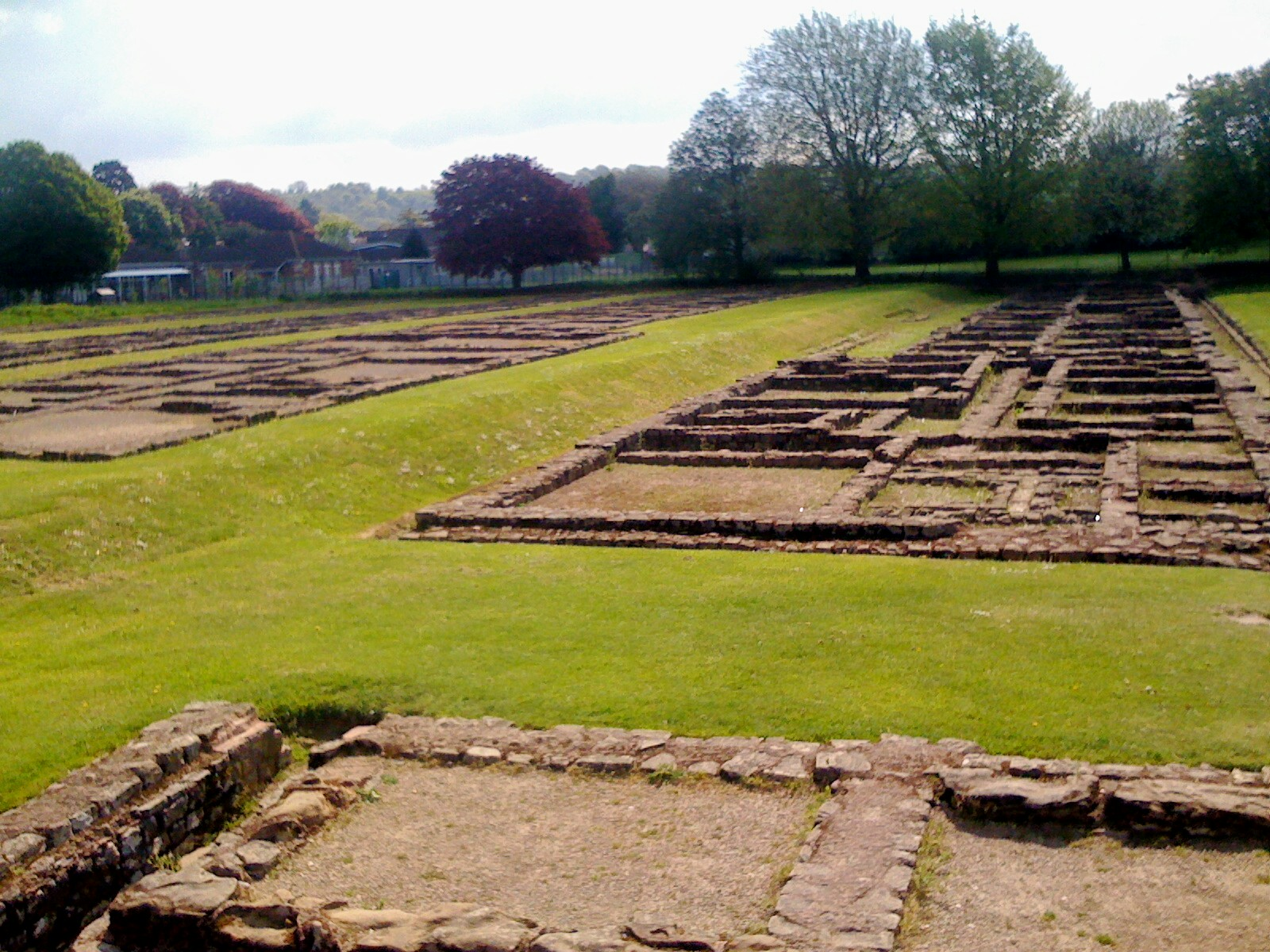
Barracones de Prysg Field.

El nombre Isca en británico significaba "agua", y se referiría al agua del actual río Usk. El nombre Augusta aparece en el Anónimo de Rávena, derivándolo de la presencia de la Legio II Augusta. Era también popularmente conocida como Isca Silurum porque se encontraba sobre el antiguo territorio de los siluros y para distinguirla de la homónima Isca Dumnoniorum (actual Exeter). El actual nombre de Caerleon procede del galés, lengua en la que significa "fuerte de las legiones".

## Fortaleza
Isca se convirtió en sede de la Legio II Augusta hacia 75, cuando el gobernador romano Sexto Julio Frontino emprendió la conquista del sur de Gales. Se construyó una primera fortaleza de madera con cuartel general (principia), residencia del legado, del tribuno, hospital, termas, comercios, barracones, graneros y un anfiteatro.
Hacia 120 fueron retirados los vexillationes, con lo que el destacamento perdió importancia militar. En 190 Septimio Severo hizo reconstruir los edificios abandonados, dotándolos de personal militar. Bajo Caracalla, a comienzos del siglo III, se reconstruyó el puerto suroccidental, el anfiteatro y los alojamientos de los legionarios, mientras que en los años posteriores la Legión fue trasladada probablemente para socorrer a los emperadores durante las guerras civiles de finales del siglo III. Mientras la legión estuvo ausente un equipo de trabajadores se encargó del mantenimiento de las estructuras, pero en el siglo III, los usurpadores Carausio y Alecto derribaron la fortaleza. La ciudad de Isca se siguió desarrollando de forma independiente, mientras que la basílica y los baños se utilizaron como refugios de animales.
Las excavaciones muestran que la presencia del ejército romano, se mantuvo hasta al menos el año 380.

## Cristianismo
Según Gildas y Beda, Isca fue el lugar en el que murieron dos de los primeros mártires de Britania, Aarón y Julio, presumiblemente en la época de Diocleciano, hacia 304.

## Anfiteatro
A causa de su forma redondeada, algunas tradiciones locales lo han vinculado a la Tabla redonda del rey Arturo. En 1926 Victor Erle Nash-Williams inició las excavaciones en torno al monumento, las cuales demostraron que fue construido hacia 90 y reconstruido dos veces en los dos siglos sucesivos.

## Restos

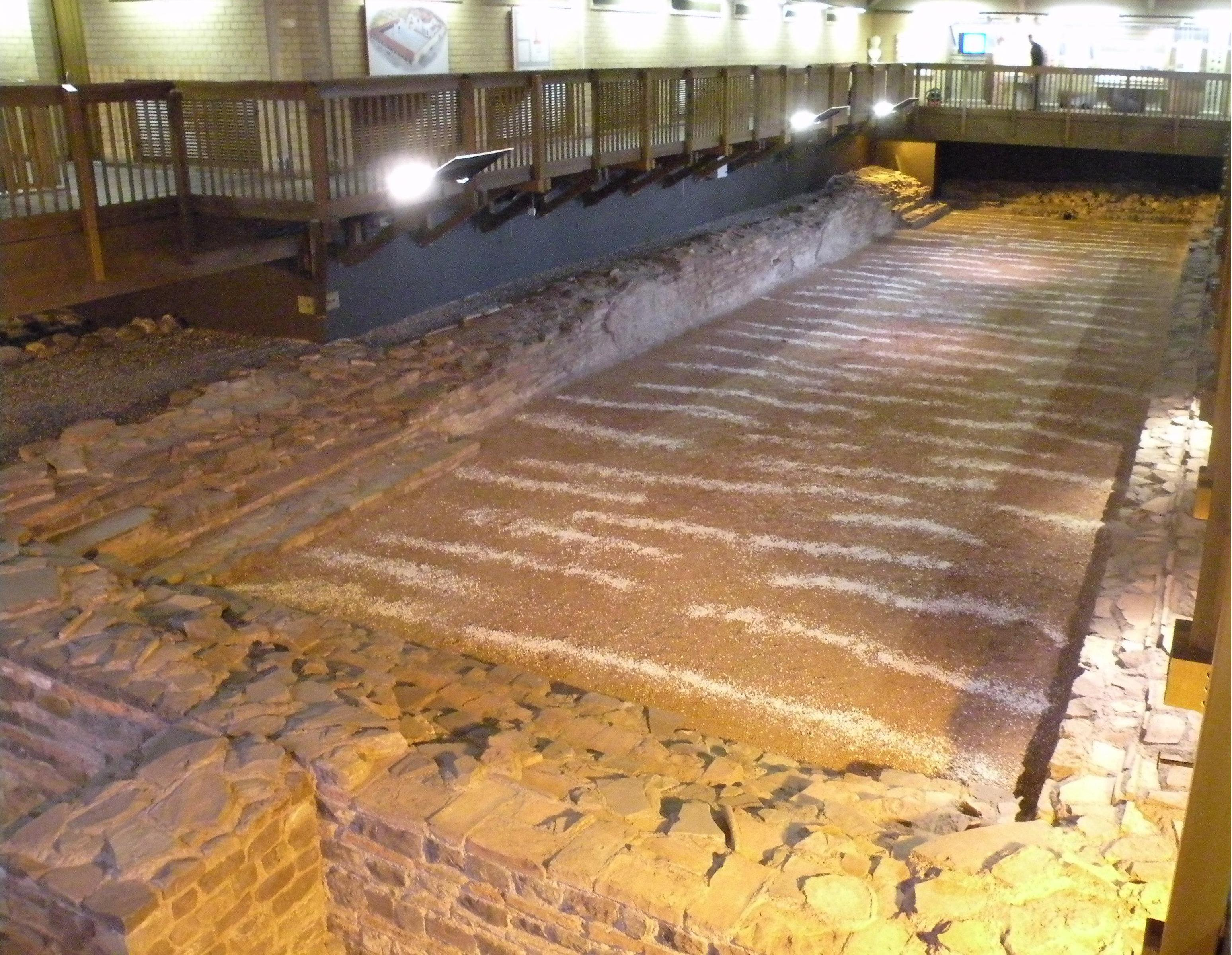
Baño romano.

En Caerleon son visibles muchos de los edificios romanos.
La Cadw (organismo de la Asamblea Nacional de Gales encargado de proteger, conservar y promover el patrimonio arquitectónico de Gales) amministra:
- El anfiteatro militar, uno de los más grandes de Britania.
- Parte de los baños militares, con el Museo de las Termas Romanas.
- Barracones de Prysg Field, el único alojamiento de legionarios romanos todavía visible en Europa.
- El muro, cuya altura en sus puntos mejor conservados, alcanza unos 4 metros.
- El National Roman Legion Museum, que exhibe artefactos encontrados durante las excavaciones.